# 関西共栄興行
関西共栄興行株式会社（かんさいきょうえいこうぎょう）は、島根県松江市・イオン松江ショッピングセンターにあった映画館「松江東宝5」（まつえとうほうファイブ）を運営していた興行会社である。東宝の完全子会社で阪急阪神東宝グループの1社。本社は大阪府大阪市北区堂山町、登記上の本店は親会社東宝の本社と同地に置く。

## 概要
1950年代から東宝は「百館主義」と呼ばれる方針を掲げ、全国に強大な興行網を形成していった。東京、名古屋、大阪、京都と言った大都市ロードショー館を東宝本社が経営し、他の主要都市の劇場は六部興行と呼ばれる傍系の6社によって経営されていた。これらの興行網では展開出来ていなかった中小都市に共同経営の形で系列劇場を獲得し、興行網を補完する目的で1965年前後に設立された共栄興行と名の付く4社のうちの1つである。
1990年代以降になると、シネマコンプレックスの台頭などにより当社の経営する映画館は徐々に閉館していった。同時期に同じ目的で設立された他の共栄興行は2006年からの東宝グループの興行部門の再編に伴い興行から撤退していったが、当社は東宝グループの他社から移管された劇場経営を中心に、興行会社として存続してきた。しかし最終的には商号が「関西共栄興行」でありながら、自社経営の映画館は中国地方・山陰の「松江東宝5」1館のみとなった。
2024年9月2日、松江東宝5を翌年2025年1月12日に閉館すると発表、これにより直営映画館が無くなった。
2025年5月20日、親会社の東宝より同年中の会社解散が発表された。

## 沿革
- 1965年2月24日 - 設立。
- 1995年 - 東宝株式会社の完全子会社になる。中部共栄興行株式会社を吸収合併[3]。
- 2004年 - サティ東宝株式会社を吸収合併。
- 2008年2月1日 - 東宝関西興行から広島宝塚、東宝東日本興行より甲宝シネマの経営を移管。
- 2009年4月16日 - 甲宝シネマを中央興業株式会社に営業譲渡。
- 2011年8月31日 - 広島宝塚を閉館。
- 2012年8月31日 - 米子駅前SATY東宝を閉館。
- 2012年9月1日 - 松江SATY東宝を「松江東宝5」に改称[4]。
- 2025年1月12日 - 松江東宝5を閉館[1]。

## かつて経営していた劇場

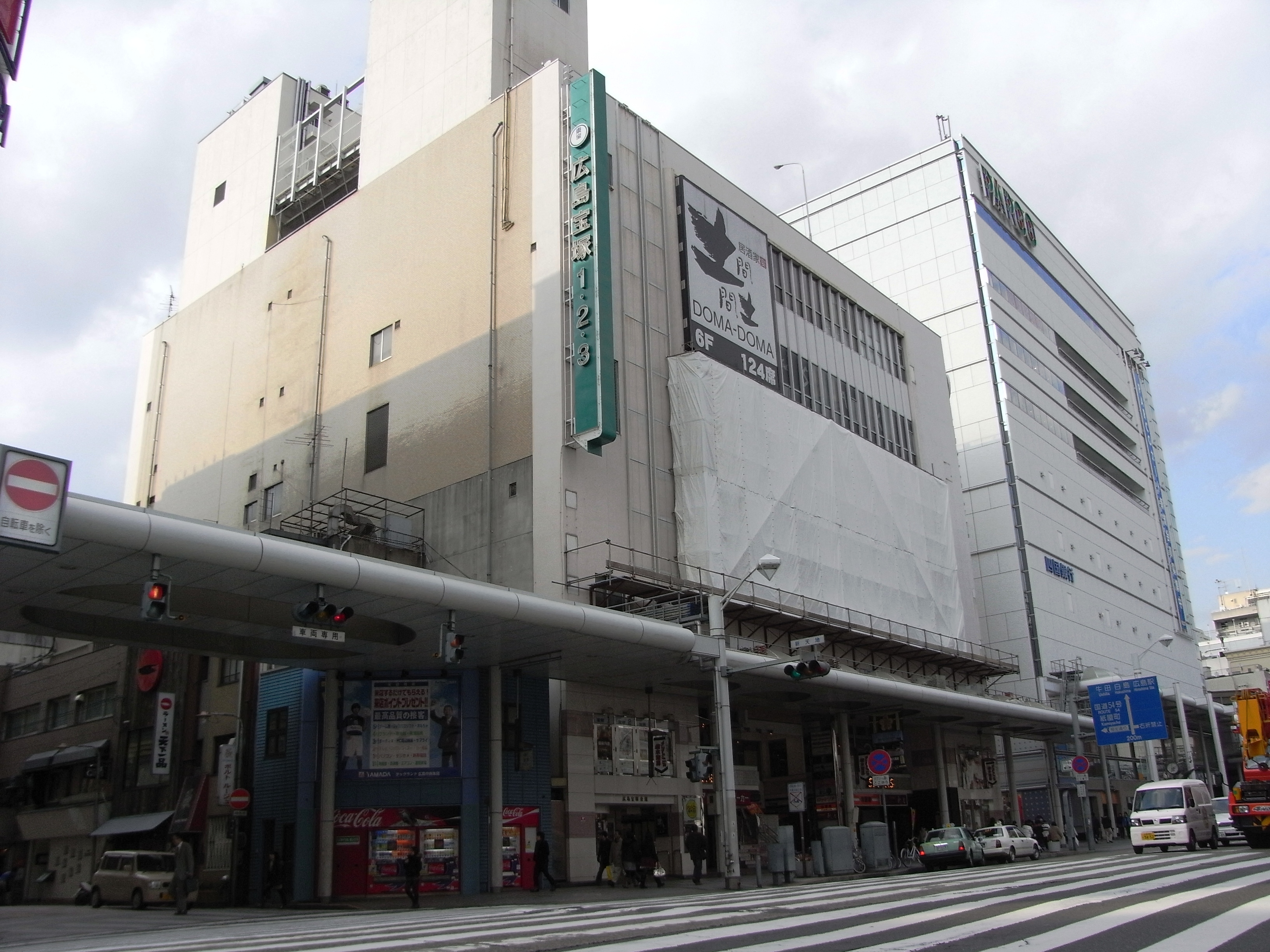
広島宝塚

米子東宝会館
鳥取県米子市角盤町、3スクリーン、1977年12月17日開館、1990年8月26日閉館。
米子国際プラザ（東宝洋画系）、米子東宝（東宝邦画系）、米子シネマの3スクリーン。開館時は地元企業が経営をしており、米子シネマは東映邦画系の封切館であった。程なくして関西共栄興行の経営に代わり、米子シネマは洋画系になった。米子SATY東宝の開館に伴い閉館。現在は飲食店などが軒を連ねている。
米子駅前SATY東宝
鳥取県米子市末広町、イオン米子駅前店3階、3スクリーン（シアター1：72席、シアター2：77席、シアター3：124席）、1990年6月29日開館、2012年8月31日閉館。
米子市が出資する第三セクターの米子駅前開発株式会社が再開発をしていたJR米子駅前西地区内に、米子SATY東宝として開館した。その後、核テナントの業態転換による施設の名称変更に併せ、1996年3月「米子ビブレ東宝」に、2001年3月には「米子駅前SATY東宝」へと改称しながら営業を継続したが、米子市に隣接する日吉津村にイオンモール日吉津がオープンしたことによる中心市街地の衰退と、イオンモール日吉津に競合となるMOVIXが入居したことで集客が大幅に落ち込み、2012年8月31日をもって閉館。22年の歴史にピリオドを打った。この閉館により、米子市からは映画館が完全に消滅した。
跡地は2014年2月1日から地元企業の「米子ガイナックス」が運営するレンタルスペース「ガイナックスシアター」となっていたが、それも2021年2月28日で閉館。しばらく米子ガイナックスの事務所と間借りしていたライブハウスは残されたが、3月13日のライブハウス移転に伴う営業終了と3月31日の米子ガイナックス事務所移転に伴い跡地は完全に閉鎖されている。
尼崎東宝
兵庫県尼崎市。
福知山東宝・スカラ座劇場
京都府福知山市東中ノ町、2スクリーン、別法人により営業中。
開館当時の名称は「福知山東宝第一映画劇場」。年々厳しくなる経営環境の中、2006年2月に休館した。
その後、舞鶴のシマフィルム株式会社が同劇場の経営をすることになり、2007年8月4日から福知山シネマと改称し営業を再開している。
甲宝シネマ
山梨県甲府市中央、4スクリーン（シネマ1：140席、シネマ2：180席、シネマ3：85席、シネマ4：105席）、1995年開館、2013年4月14日閉館。
甲府市太田町82番地（後の太田町3丁目）にあった芝居小屋「演技座」を小林一三が買収し、1937年「甲府宝塚劇場」として開館した。戦災により1946年、現在地に移転。1956年9月、洋画ロードショー館「甲府シネマ」を増設し2館体制となりリニューアル。1995年に現在の建物に改築し、現名称に改称したが、東宝の興行事業再編に伴い2008年2月に東宝東日本興行より関西共栄興行に経営を移管。直後の同年8月にはTOHOシネマズが経営するグランパーク東宝8と統合し閉館することが決定していた。だが2009年3月に一転、建物が株式会社甲府宝塚劇場からサンエー企画に売却され、映画館は存続することになった。2009年4月12日に関西共栄興行での営業は終了し、16日をもって営業譲渡。地元の興行会社である中央興業株式会社が経営を引き継ぎ、劇場名もそのままに同18日より営業を再開したが、賃貸借契約が終了したため2013年4月14日をもって閉館し、甲府宝塚劇場時代から76年続いた歴史にピリオドを打った。
同ビル1階のゲームセンターを運営する会社が映画館部分を改装し、ライブハウス機能や講演会などができる施設GAZ KOFUが2014年6月13日に誕生したが2015年に閉鎖した。その後は複合型イベントスペースになっている。
広島宝塚
広島県広島市中区、3スクリーン、1971年8月2日開館、2011年8月31日閉館。
2008年2月1日に東宝関西興行株式会社から経営を移管した。末期はTOHOシネマズで実施しているTOHOシネマズディなどの割引サービスを行っていた。
松江東宝5
島根県松江市東朝日町、イオン松江ショッピングセンター3階、5スクリーン、1994年5月1日開館、2025年1月12日閉館。
松江SATY東宝として開館。開館時は株式会社ニチイ（後の株式会社マイカル）と東宝の出資で1994年に設立されたサティ東宝株式会社が経営していた。マイカルの破綻に伴い2004年にサティ東宝が東宝に売却され、関西共栄興行に合併した。以来、同社が経営をしている。2011年3月1日に核テナントの名称が変わって以降もしばらくは松江SATY東宝の名で営業していたが、2012年9月1日に松江東宝5に改称した。
契約更新をめぐりイオンリテールと合意できなかったとして、2025年1月12日を以て閉館。跡地はイオンエンターテイメントが継承し、同年7月に「イオンシネマ松江（仮）」として開館する予定。